# Pistola Sugiura
La Sugiura era una pistola semiautomática japonesa, que fue fabricada en el estado títere de Manchukuo para equipar a las fuerzas de ocupación.

## Descripción
Está calibrada para el cartucho 7,65 x 17 Browning y es accionada por retroceso directo, siendo alimentada desde un cargador monohilera de 8 cartuchos. Tiene un acabado pavonado y sus cachas cuadrilladas están hechas de madera de nogal. Según la evidencia fotográfica, su diseño parece haber sido inspirado por la Colt 1903 Pocket Hammerless.